# Singapore Flyer

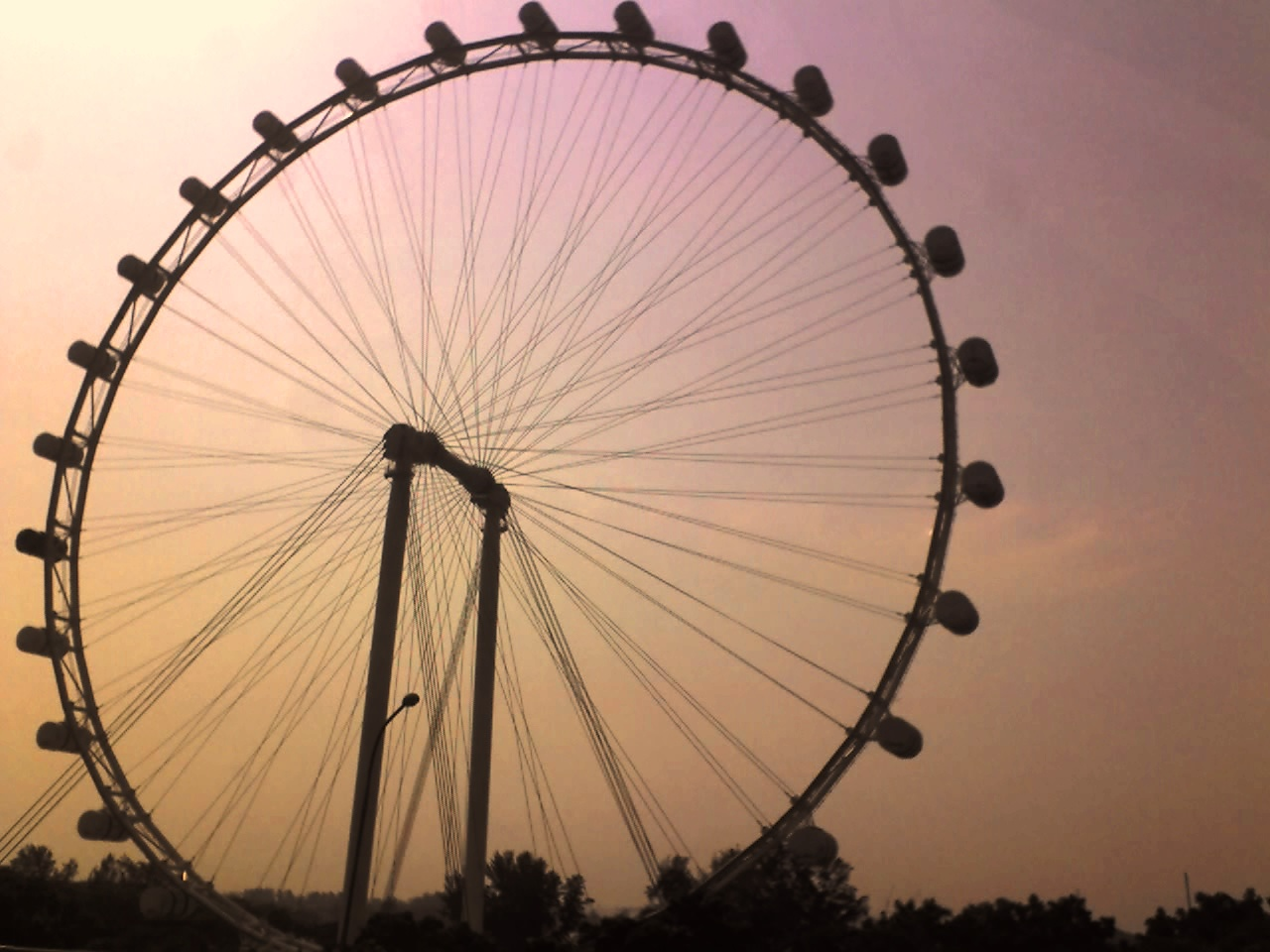
Singapore Flyer, říjen 2007

Singapore Flyer je druhé největší vyhlídkové kolo na světě s výškou téměř 165 m, což je o 30 m více, než má London Eye. Leží na zeleném pobřeží města Singapur. Kolo má 28 kabin, každá s kapacitou 28 osob. To představuje celkem 784 osob. Jízda trvá přibližně 30 minut. 
Stavba byla realizována na základě návrhu japonského architekta Kisho Kurokawy a singapurské společnosti DP Architects. Stavba se začala realizovat 25. září 2005.
Poprvé bylo kolo v provozu 11. února a oficiálně bylo otevřeno 15. dubna 2008. Celkové náklady na výstavbu dosáhly částky 240 milionů SGD.
Během svého provozu mělo kolo tři velké poruchy. V červenci 2008 bylo zastaveno pro poruchy brzdícího systému. O půl roku později, 4. prosince 2008 se zastavilo vlivem zhoršeného počasí a v kabinách tehdy uvízlo na 5 hodin 70 lidí. Další problém nastal v předvečer Štědrého dne toho roku, kdy zkrat způsobil požár v řídící místnosti spolu s vyřazením klimatizace. V kole tak uvízlo 173 pasažérů na přibližně 6 hodin.